# Czaple (powiat bytowski)
Czaple (dodatkowa nazwa w j. kaszub. Czaple) – osada kaszubska w Polsce położona w województwie pomorskim, w powiecie bytowskim, w gminie Lipnica.
Niewielka osada kaszubska  na Równinie Charzykowskiej, w regionie Kaszub zwanym Gochami
W latach 1975–1998 miejscowość administracyjnie należała do województwa słupskiego.